# Diego Pisador
Diego Pisador (* um 1509 in Salamanca; † nach 1557 wahrscheinlich ebenda) war ein spanischer Vihuela-Spieler und Komponist der Renaissance.

## Leben und Wirken
Diego Pisador stammte aus einer gebildeten Familie. Seine Eltern Alonso Pisador und Isabel Ortiz heirateten im Jahr 1508; der Vater von Isabel Ortiz, Alfonso III. de Fonseca, Erzbischof von Santiago, war ein großer Förderer der Musik. Diegos Vater Alonso Pisador arbeitete als Notar im Dienst des Erzbischofs und ging 1524 nach Toledo. Dort trat er in die Dienste des Grafen von Monterrey in Galicien, der vielleicht Alonso de Acevedo y Zúñiga war, ein Enkel von Alfonso III.
Diego wirkte ab dieser Zeit als Beamter (mayordomo) der Stadt Salamanca; im Jahr 1526 erhielt er die niederen Weihen, ohne später die kirchliche Laufbahn fortzusetzen. Nach 1532 verließ er Salamanca, um als Verwalter verschiedener Besitztümer zu arbeiten. Nachdem seine Mutter im Jahr 1550 verstorben war, kehrte er nach Salamanca zurück. Dort wurde er in einen längeren Erbschaftsprozess (1550–1553) mit seinem jüngeren Bruder verwickelt, später (1557) auch mit seinem Vater.
Kurz nach dem Tod seiner Mutter bekam Diego Pisador einen langen Brief von seinem Vater, datiert vom 13. Oktober 1550. Dieser drängte ihn dazu, im Hinblick auf sein vorgerücktes Alter sein „blödsinniges Buchprojekt“ (bobería del libro) aufzugeben und die Sache stattdessen an einen Drucker zu verkaufen. Damit war natürlich Diegos Hauptwerk gemeint, das Libro de Música, welches er selbst zu Hause druckte, mit der fachlichen Hilfe des Druckers Guillermo Millis. Es existieren keine Belege, dass Pisador selbst jemals eine Stellung als Musiker innehatte. Nach dem Jahr 1557 gibt es von Diego Pisador keine archivarischen Informationen mehr.

## Bedeutung

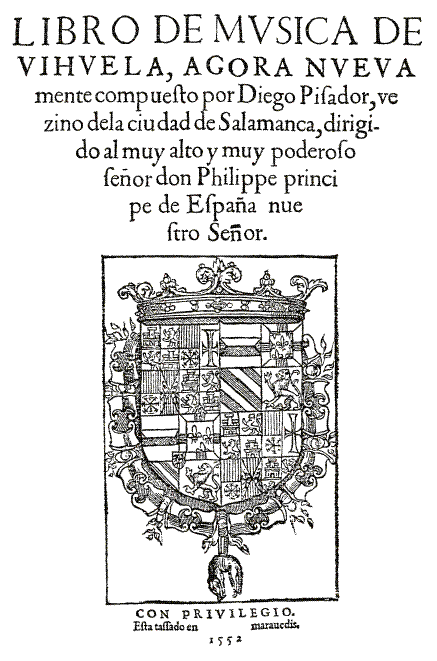
Titelseite des Libro de música de vihuela

Im Jahr 1552 veröffentlichte Diego Pisador eine Buchreihe mit Kompositionen für Vihuela, an dem er über 15 Jahre gearbeitet haben soll. Diese Reihe gliedert sich in sieben Bücher mit 95 Kompositionen; rechnet man bei den mehrteiligen Werken die einzelnen Stücke, ergeben sich insgesamt 186 Stücke. Von den 95 Kompositionen sind 58 für Singstimme und Vihuela und 37 für Vihuela solo. Es handelt sich zum großen Teil um Intabulierungen von Werken anderer Komponisten, darunter acht fast vollständig übertragenen Messen von Josquin des Préz, 13 Motetten von Josquin, Jean Mouton, Nicolas Gombert, Cristóbal de Morales und anderen, 22 Liedern auf spanische Texte (meist Villancicos von Pedro Guerrero (* 1520), Juan Vásquez (≈1500–nach 1560) und anderen) und zehn Liedern auf italienische Texte (von V. Fontana, Giovanni Domenico da Nola und anderen). Bezüglich seiner eigenen Kompositionen zeigt sich Pisador eher als Amateurmusiker denn als professioneller Komponist. Hierzu gehören zwei Variationszyklen, über Conde Claros und über Las bacas, außerdem eine dreistimmige Pavane und eine Villanesca sowie 26 Fantasien (davon die Hälfte monothematisch), passos remendados genannt, wobei jeweils die Cantus firmi in der Tabulatur mit roten Zahlen und Solmisationssilben angedeutet sind. Bei den übrigen 13 Fantasien im imitativen Stil erweist sich Pisador eher als Komponist mit begrenzten Fähigkeiten für polyphone Werke.

## Werke
- Libro de Música de Vihuela, sieben Bände, Salamanca 1552, gewidmet Prinz Philipp, dem späteren König Philipp II. von Spanien.
  - Band 1: Romanzen (mit diferencias), Sonette und Fantasien
  - Band 2: Villancicos
  - Band 3: Fantasien
  - Band 4 und 5: acht Messen von Josquin des Préz
  - Band 6: Motetten spanischer und nichtspanischer Komponisten (Juan García de Basurto (≈1490–1547), Cristóbal de Morales, Josquin des Préz, Jean Mouton, Adrian Willaert und Nicolas Gombert)
  - Band 7: italienische, spanische und französische Chansons und Kanzonen, wobei die instrumentalen Partien in spanischer Tabulatur notiert sind, während die jeweilige Singstimme in Mensuralnotation oder mit roten Ziffern in der Tabulatur erscheint.